# Liste der Kulturdenkmale in Mohrkirch
In der Liste der Kulturdenkmale in Mohrkirch sind alle Kulturdenkmale der schleswig-holsteinischen Gemeinde Mohrkirch (Kreis Schleswig-Flensburg) und ihrer Ortsteile aufgelistet (Stand: 16. Juni 2025).

## Legende
In den Spalten befinden sich folgende Informationen:
- Objekt-ID: die Nummer des Kulturdenkmales
- Lage: die Adresse des Kulturdenkmales und die geographischen Koordinaten. Kartenansicht, um Koordinaten zu setzen. In der Kartenansicht sind Kulturdenkmale ohne Koordinaten mit einem roten Marker dargestellt und können in der Karte gesetzt werden. Kulturdenkmale ohne Bild sind mit einem blauen Marker gekennzeichnet, Kulturdenkmale mit Bild mit einem grünen Marker.
- Offizielle Bezeichnung: Bezeichnung des Kulturdenkmales
- Beschreibung: die Beschreibung des Kulturdenkmales
- Bild: ein Bild des Kulturdenkmales

## Sachgesamtheiten
| Objekt-ID | Lage                                              | Offizielle Bezeichnung | Beschreibung | Bild |
| --------- | ------------------------------------------------- | ---------------------- | --- | ---- |
| 41635     | Baustrup 1, 2, 2-3, 3 (54° 41′ 9″ N, 9° 42′ 5″ O) | Hofanlage Baustrup     | Hofanlage Baustrup; auf 1778 zurückgehend; unregelmäßige Hofanlage, vermutlich ursprünglich Dreiseithof, im Süden verputztes Haupthaus von 1867 mit T-förmiger Erweiterung, daneben Altes Abnahmehaus von 1862, hofplatzbildend an der Nordseite backsteinsichtige Stallscheune von 1913–14, gepflasterte Hoffläche mit kleinem Teich, östlich abseits der Hofanlage das Neue Abnahmehaus von 1928 mit Allee und zugehörigem Terrassengarten - Begründung: geschichtlich, künstlerisch, Kulturlandschaft prägend - Schutzumfang: Neues Abnahmehaus (Baustrup 1); Altes Abnahmehaus (Baustrup 2); Stallscheune, Hoffläche (Baustrup 2-3); Wohnhaus (Baustrup 3) | BW   |

## Bauliche Anlagen
| Objekt-ID     | Lage                                           | Offizielle Bezeichnung    | Beschreibung | Bild            |
| ------------- | ---------------------------------------------- | ------------------------- | --- | --------------- |
| 30246         | Baustrup 1 (54° 41′ 9″ N, 9° 42′ 16″ O)        | Neues Abnahmehaus         | Neues Abnahmehaus; 1927–28, Baumeister Loeck; eingeschossiger Backsteinbau in expressionistischer Formensprache, hoher Bruchsteinsockel, pfannengedecktes Halbwalmdach. Terrassengarten - Begründung: geschichtlich, künstlerisch, Kulturlandschaft prägend - Schutzumfang: gesamtes Objekt - Denkmaltyp: Bauliche Anlage, Sachgesamtheit: Hofanlage Baustrup                                       | BW              |
| 7516          | Baustrup 3 (54° 41′ 9″ N, 9° 41′ 58″ O)        | Wohnhaus                  | Wohnhaus; 1867, Erweiterung um 1910; ein- und zweigeschossiger Putzbau auf T-förmigem Grundriss, schiefergedeckte Halbwalmdächer, Gliederung durch firsthohe übergiebelte Risalite, im Inneren bemerkenswerte Deckenmalereien - Begründung: geschichtlich, künstlerisch, Kulturlandschaft prägend - Schutzumfang: gesamtes Objekt - Denkmaltyp: Bauliche Anlage, Sachgesamtheit: Hofanlage Baustrup | BW              |
| 6708 Wikidata | Hauptstraße 2 (54° 40′ 36″ N, 9° 43′ 15″ O)    | Ehemalige Volkshochschule | Alteintragung (Aktualisierung vorgesehen) - Begründung: geschichtlich, künstlerisch - Schutzumfang: gesamtes Objekt - Denkmaltyp: Bauliche Anlage | Fotos hochladen |
| 2701 Wikidata | Mohrkirchen 4 (54° 41′ 3″ N, 9° 43′ 13″ O)     | Hof Mohrkirchen: Wohnhaus | Alteintragung (Aktualisierung vorgesehen) - Begründung: Alteintragung (Aktualisierung vorgesehen) - Schutzumfang: Alteintragung (Aktualisierung vorgesehen) - Denkmaltyp: Bauliche Anlage | Fotos hochladen |
| 6710          | Schmiedestraße 1 (54° 40′ 57″ N, 9° 43′ 35″ O) | Kate                      | Kate; um 1800; reetgedeckter eingeschossiger Ziegelbau über Feldsteinsockel, traufenständig errichtet mit Quererschließung, Walmdach mit Knüppelfirst; zwei Hausbäume - Schutzumfang: Kate, Hausbäume - Begründung: Geschichtlich, Kulturlandschaftlich | BW              |

## Quelle
- Liste der Kulturdenkmale in Schleswig-Holstein – Kreis Schleswig-Flensburg